# روبن هوبر
روبن هوبر هو صانع الفخار كندي، ولد في 23 أبريل 1939 في جنوب لندن في المملكة المتحدة، وتوفي في 6 أبريل 2017 في فيكتوريا في كندا بسبب سرطان الكبد.